# World Register of Marine Species
World Register of Marine Species（略称:WoRMS）とは、国際的な海洋生物のデータベースである。日本語に訳した名称としては、国際海洋生物種目録、海洋生物種の世界登録簿がある。
2008年に、ベルギーのフランダース海洋研究所を拠点に活動が開始され、世界中の研究者200人以上が編集者となりデータベースを構築した。2015年3月12日時点の公式発表では、41万9000種近ほどが記載され、約22万8445種に有効性が確認され、残りの約19万400種が重複（シノニム）とされ無効となった。
毎年、「注目すべき海洋生物の新種トップ10」（Ten remarkable new marine species）を選出し、3月19日の「分類学者に感謝する日」に発表を行う。

## 注目すべき海洋生物の新種トップ10

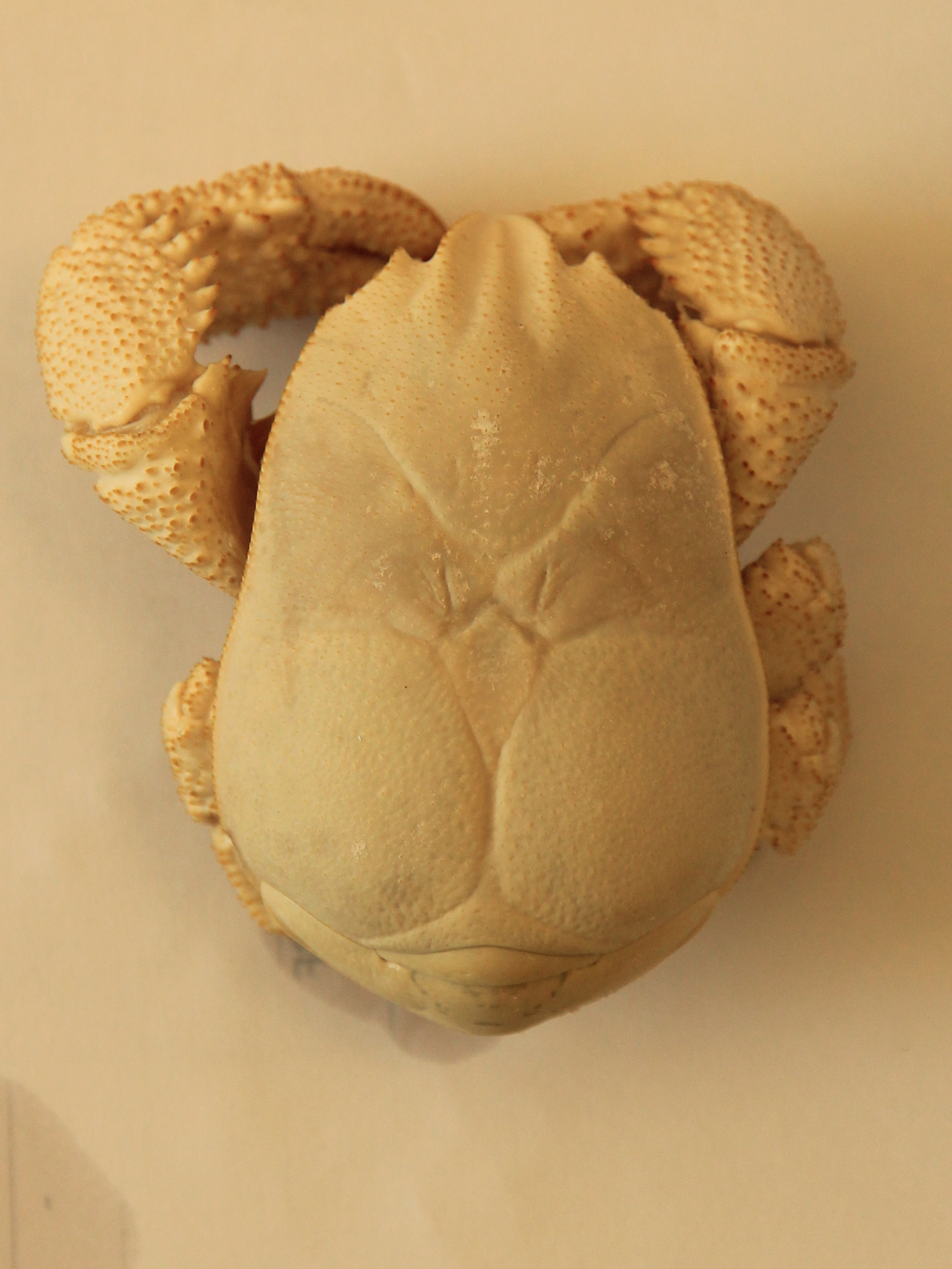
2015年に発見された。南極海の深海という極限環境で生息しているキワ・ティレリ

### 2007‐2017 年
- コンドロクラディア・リラ[10]
- パラオムカシウナギ（英語版）
- バシへディレ・ボウケッティ（英語版）
- ダーウィンシリス（英語版） - 日本では、世界3例目発見となるキングギドラシリスの近縁種として著名。
- Marivagia stellata（英語版）
- キワ・ティレリ（英語版）
- テウティドドリルス・サマエ（英語版）[11]
- Dinochelus ausubeli（英語版）
- ザマミハナゴケ（英語版） - 沖縄の座間味で発見。
- ウロコフネタマガイ

### 2017

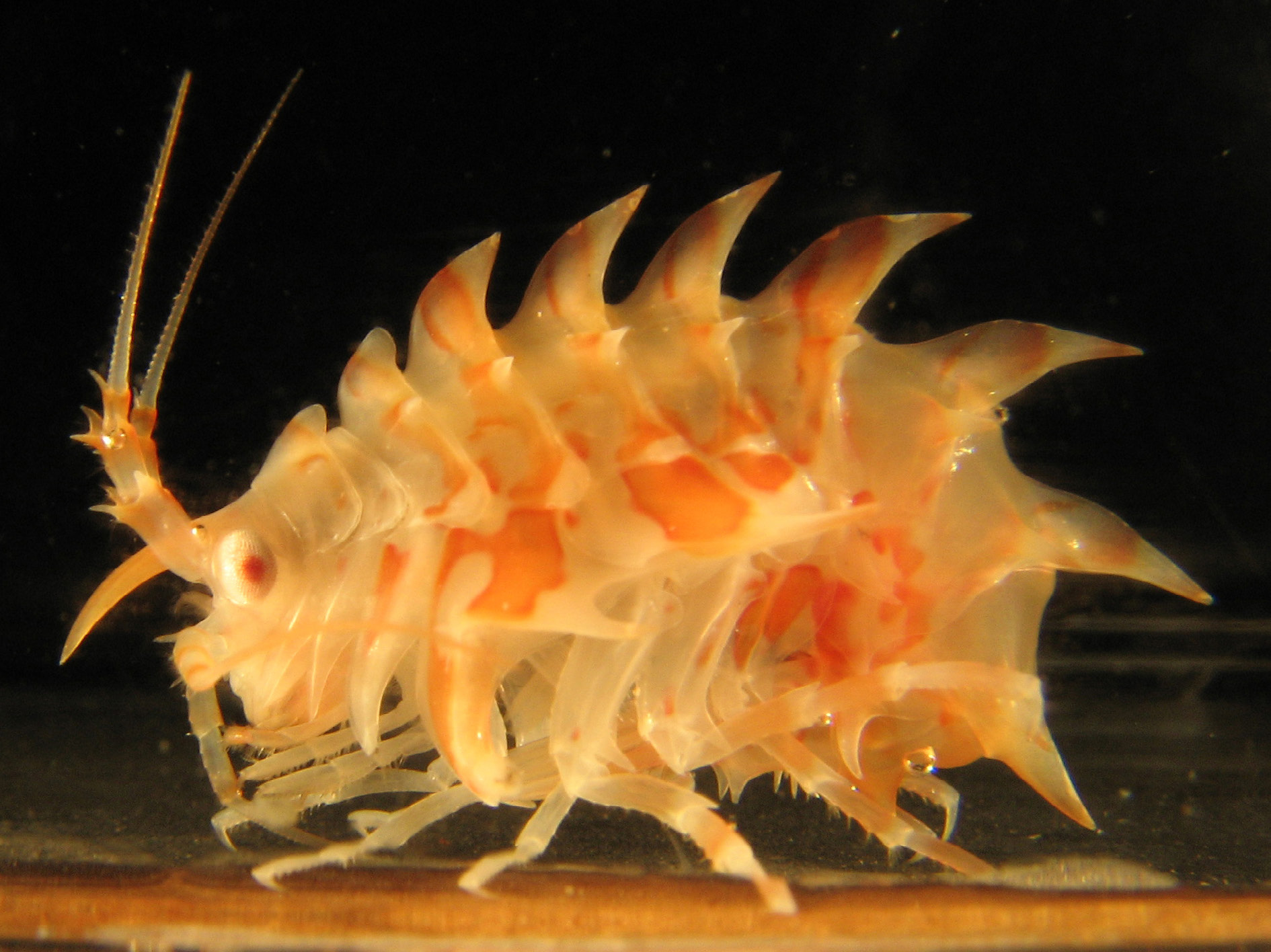
Epimeria pyrodrakon（ファイヤードラゴンヨロイヨコエビ）

一年前から登録された中から、注目すべき海洋生物の新種トップ10が選ばれた。
- マリアナスネイルフィッシュ（英語版）
- ハリープラクス・セブルス（英語版） - 「ハリー・ポッター」シリーズの登場人物セブルス・スネイプから命名
- Desis bobmarleyi（英語版）
- Thylacodes vandyensis（英語版）
- Carybdea confusa - アンドンクラゲ属（英語版）のクラゲ
- Antipathozoanthus remengesaui（セブアノ語版）
- Aschemonella monilis
- カクレマンボウ
- Epimeria pyrodrakon（ファイヤードラゴンヨロイヨコエビ）
- Eurathea solomonensis（ソロモンチビクチキレ） Eurathea属（英語版）の貝

### 2018

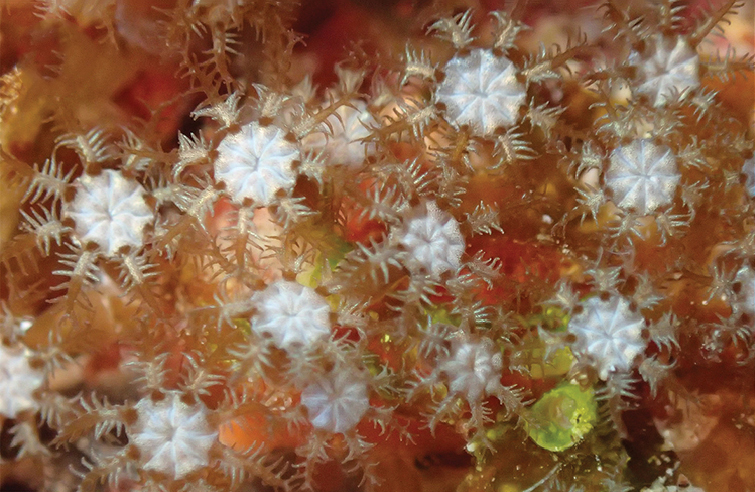
沖縄で撮影された八放サンゴ亜綱ウミトサカ科のHana hanagasa

一年前から登録された中から、注目すべき海洋生物の新種トップ10が選ばれた。
- Hana hanagasa[13]
- Sinelobus stromatoliticus
- Ambulobdella shandikovi
- Squalus hawaiiensis（英語版） ‐ ハワイアンツノザメ
- ホンコンシードラゴン（英語版） - 微生物
- Paguropsis confusa - 深海に棲むキンチャクヤドカリ（スウェーデン語版）の仲間
- ハチジョウタツ（英語版）(別名：ジャパニーズピグミーシーホース、ジャパピグ)[14]
- Odontonia bagginsi（英語版） ‐ ホビット・シュリンプ
- Ptilophora spongiophila ‐ 紅藻
- Parallelolebes virilis ‐ 吸虫

### 2019
一年前から登録された中から、注目すべき海洋生物の新種トップ10が選ばれた。
- The Green Rat Clingfish, Barryichthys algicola
- Thiel's Boring Amphipod, Bircenna thieli
- Brenner's Bobtail Squid, Euprymna brenneri
- The 'Star of the Sea' Seed Shrimp, Maristella chicoi
- Jim Henson's Egg-Eating Slug, Olea hensoni
- The Christmas-Light Brittle Star, Ophiopsila xmasilluminans
- The Mediterranean Branching Placozoan, Polyplacotoma mediterranea
- The Octopus-Dwelling Worm, Spathochaeta octopodis
- Thomas' Coral-Eroding Sponge, Cliona thomasi
- The Vibranium Fairy Wrasse, Cirrhilabrus wakanda

### 2020
一年前から登録された中から、注目すべき海洋生物の新種トップ10が選ばれた。
- The E.T. Sponge, Advhena magnifica
- The Patrick Sea Star, Astrolirus patricki
- The Branch-Armed Nostril Copepod, Dendrapta nasicola
- The Yellow Sea Slug of Ørland, Dendronotus yrjargul
- The Giant Plastic Amphipod, Eurythenes plasticus
- Haffi’s Upside-Down Tapeworm, Gyrocotyle haffii
- The Beautiful Branching Bryozoan, Hornera mediterranea
- The Tree-of-Life Tardigrade, Neoechiniscoides aski
- The Feisty Elvis Worm, Peinaleopolynoe orphanae
- Red Wide-Bodied Pipefish, Stigmatopora harastii

### 2021
一年前から登録された中から、注目すべき海洋生物の新種トップ10が選ばれた。
- The Hidden Horniman Mysid, Heteromysis hornimani
- The Cebimar Moon Jellyfish, Aurelia cebimarensis
- The Emperor Dumbo, Grimpoteuthis imperator
- The Yokozuna Slickhead, Narcetes shonanmaruae ‐ ヨコヅナイワシ
- The Quarantine Shrimp, Periclimenaeus karantina
- The Japanese Twitter Mite, Ameronothrus twitter ‐ 和名：チョウシハマベダニ。Twitterに投稿された写真から新種と判明したことから学名に twitter と命名された[18]。
- The Jurassic Pig-Nose Brittle Star, Ophiojura exbodi
- Ramari’s Beaked Whale, Mesoplodon eueu
- The Balloon Backpack Isopod, Akrophryxus milvus
- Winter’s Basket Coccolithophore, Syracosphaera winteri

### 2022

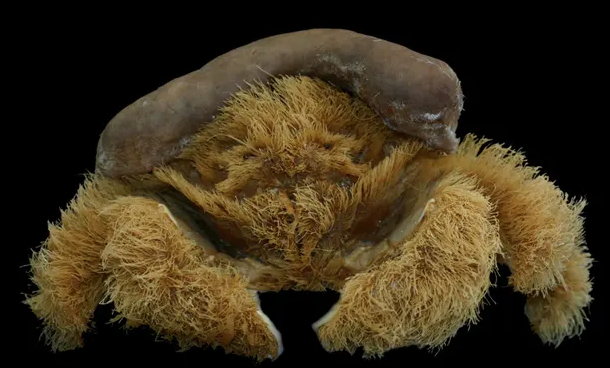
ラマルクドロミア・ビーグル

一年前から登録された中から、注目すべき海洋生物の新種トップ10が選ばれた。
- Fluffy Sponge Crab, Lamarckdromia beagle
- King Ghidorah's Branching Worm, Ramisyllis kingghidorahi ‐ 和名：キングギドラシリス
- Demian Koop's Yoda Acorn Worm, Yoda demiankoopi
- The Japanese Retweet Mite, Ameronothrus retweet ‐ 和名：イワドハマベダニ、学名は2021年の注目すべき海洋生物の新種トップ10となったツイッターダニ（Ameronothrus twitter）のリツイートで送られた同種とみられる写真が新種であったことから、学名に retweet と名付けられた[20]。
- The Golden Cloak Anemone, Stylobates calcifer ‐和名：ヒメキンカライソギンチャク（英語版）、学名は『ハウルの動く城』に登場する火の悪魔から[21]。
- Satan's Mud Dragon, Leiocanthus satanicus
- Squidward's Sphyriid Copepod, Tripaphylus squidwardi ‐ 寄生虫
- Falkor's Black Coral, Antipathes falkorae ‐ 黒サンゴ
- The Ballerina Sponge, Latrunculia (Latrunculia) tutu † ‐ 3,500万年前の海綿の化石。
- Reynolds' Deep-Sea Crown Jelly, Atolla reynoldsi